# Mierwiny
Mierwiny (biał. Мервіны; ros. Мервины) – wieś na Białorusi, w obwodzie mińskim, w rejonie kleckim, w sielsowiecie Hrycewicze.
Dawniej dwie wsie: Wielkie Mierwiny i Małe Mierwiny oraz folwark będący własnością Radziwiłłów. Do 1874 dobra należały do ordynacji kleckiej, a następnie wskutek rodzinnego układu do ordynacji nieświeskiej. W dwudziestoleciu międzywojennym leżały w Polsce, w województwie nowogródzkim, w powiecie nieświeskim.